# Elizabethtown (film)
Elizabethtown is een Amerikaanse film uit 2005 geschreven door en onder regie van Cameron Crowe. De hoofdrollen worden gespeeld door Orlando Bloom en Kirsten Dunst.

## Verhaal
Drew Baylor is een briljante schoenontwerper die werkt voor de schoenmultinational van Phil DeVoss. Hij ontwikkelde een nieuw type schoen dat met veel fanfare gelanceerd werd maar een gigantische mislukking bleek en het bedrijf 972 miljoen dollar zal kosten. Drew wordt ontslagen.
Als hij die avond thuiskomt, wil hij zelfmoord plegen maar net dan krijgt hij telefoon van zijn zus Heather die meldt dat hun vader onverwacht is overleden. Ze vraagt hem naar Elizabethtown in de staat Kentucky te reizen om hem op te halen. Op de luchthaven vertellen Heather en hun moeder Hollie Baylor hem dat ze hun vader zouden willen laten cremeren.
Drew stapt vervolgens in het vliegtuig als enige passagier. Stewardess van dienst is Claire Colburn. Zij vraagt hem in eerste klasse plaats te nemen zodat ze niet telkens helemaal naar achter in het vliegtuig hoeft te lopen. Hoewel Drew probeert te slapen tijdens de nachtelijke vlucht komt ze naast hem zitten en tekent voor hem een kaartje naar Elizabethtown. Als Drew uit het vliegtuig stapt, krijgt hij van haar een bon voor een verblijf in een viersterrenhotel omdat hij de tien miljoenste passagier was. Dan loopt Claire Drew nog achterna in de aankomsthal om hem eraan te herinneren dat hij afslag 60B moet nemen en om te zeggen waar hij een auto kan huren.
Drew huurt een Mercury en gaat op weg naar Elizabethtown. Ondanks Claires kaartje rijdt hij toch nog verkeerd. Als hij uiteindelijk aankomt blijkt het hele stadje in rouw te zijn om de dood van Drews vader. Bij de bijeenkomst bij Drews tante ziet Drew zijn bij elkaar gekomen familie. Die zien hem als de jongen uit Californië, hoewel Drews vader en zijn gezin daar slechts anderhalf jaar woonden alvorens naar Oregon te verhuizen.
's Avonds gaat Drew naar een hotel. Op zijn kamer probeert hij zijn zus en zijn vriendin Ellen te bellen maar niemand neemt op. Dan ziet hij dat Claire haar nummer achter op haar kaartje heeft geschreven en hij belt haar, maar ook zij neemt niet op. Dan bellen zijn zus, Ellen en Claire hem bijna gelijktijdig terug. Als hij uiteindelijk enkel nog Claire aan de lijn heeft, begint een conversatie die de hele nacht doorgaat. 's Morgens vroeg zegt Claire dat ze slechts 45 minuten uit elkaar zijn en stelt voor elkaar halverwege te ontmoeten. Hierna scheiden hun wegen weer als Claire als stewardess naar Hawaï moet.
Later duikt Claire onverwacht weer op in Drews hotel. Ze brengen de hele dag samen door en gaan onder andere een urn voor Drews vader kiezen. 's Avonds maakt hij duidelijk aan de familie - die niet voor crematie is - dat de beslissing van crematie vaststaat. Dan ziet Drew een foto van zijn vader naast een kaars en verandert van gedachte. Hij haast zich naar het crematorium maar komt te laat en krijgt de urn met de as van zijn vader mee.
Hij gaat ermee terug naar het hotel en ziet daar Claire tussen de gasten van een huwelijk dat er aan de gang is. Ze gaan naar de zaal waar de herdenking zal plaatsvinden. Daar zijn ze het eens dat ze niet bij elkaar passen en beginnen dan toch te zoenen om uiteindelijk met elkaar naar bed te gaan. De volgende ochtend wordt Claire het eerst wakker. Ze krijgt Drew niet wakker en vertrekt.
Drew wordt echter alsnog wakker en loopt haar achterna. Op de parkeerplaats vertelt hij haar van de mislukking met zijn schoen. Claire zegt dat dat falen voor haar geen probleem is en besluit met te zeggen dat ze misschien op de herdenking zal zijn.
Voor die herdenking komen Drews moeder en zus aan. Verschillende mensen halen herinneringen op aan Drews vader alvorens zijn moeder het podium beklimt. Zij haalt emotioneel haar herinneringen op en doet ter nagedachtenis een tapdansnummer. Daarna begint de reünieband van Drews neef het nummer Freebird te spelen terwijl een papieren duif over de zaal wordt bewogen. Drew gaat naar buiten waar Claire staat te wachten. Zij geeft Drew een koffertje met daarin aanwijzingen voor Drews autorit terug naar huis. In de zaal vat de duif vlam waardoor het sproeisysteem in werking treedt en iedereen de zaal ontvlucht terwijl de band gewoon doorspeelt.
In het koffertje zitten kaarten, foto's en cd's met bijpassende muziek en instructies voor Drew. Ze brengen hem langs allerlei bezienswaardigheden en brengen hem op een bepaald moment op een landbouwbeurs in Oklahoma City. Daar krijgt hij een keuze. Ofwel volgt hij verder de instructies ofwel zoekt hij naar het meisje met het rode hoofddeksel. Hij begint koortsachtig naar Claire te zoeken. Als hij haar vindt tussen de mensen, zoenen ze elkaar.

## Rolverdeling

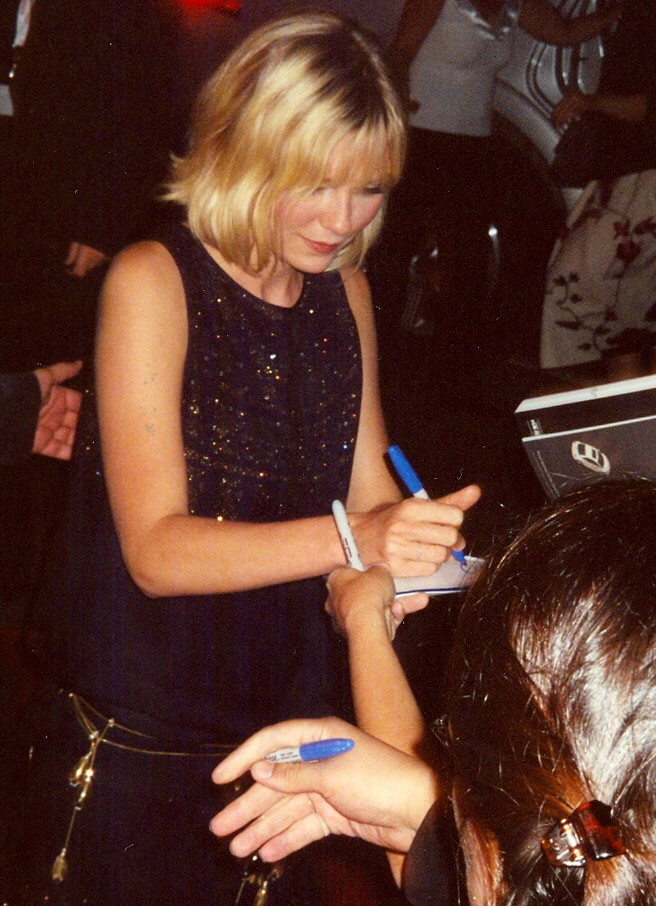
Kirsten Dunst bij de promotie van de film op het filmfestival van Toronto in 2005.

| Acteur          | Personage      |
| --------------- | -------------- |
| Orlando Bloom   | Drew Baylor    |
| Kirsten Dunst   | Claire Colburn |
| Susan Sarandon  | Hollie Baylor  |
| Alec Baldwin    | Phil DeVoss    |
| Bruce McGill    | Bill Banyon    |
| Judy Greer      | Heather Baylor |
| Jessica Biel    | Ellen Kishmore |
| Paul Schneider  | Jessie Baylor  |
| Gailard Sartain | Charles Dean   |
| Jed Rees        | Chuck Hasboro  |
| Souzan Pappon   | Meggy Baylor   |
| Paula Deen      | Tante Dora     |
| Dan Biggers     | Oom Roy        |